# نادر سلیمانی
نادر سلیمانی فرد (زادهٔ ۱۴ اسفندِ ۱۳۴۵ در آبادان) بازیگر ایرانی است. او برای نقش‌آفرینی در ضد (۱۴۰۰) برندهٔ جایزهٔ سیمرغ بلورین بهترین بازیگر نقش مکمل مرد از جشنوارهٔ فیلم فجر شد.

## زندگی
سلیمانی تا ۱۹ سالگی در منطقه ارتشی‌های کارون آبادان بود. پس از آغازِ جنگِ ایران و عراق به شهرستان ارسنجان، استان فارس رفت و پس از چند سال برای کار و تحصیل در رشته بازیگری و زندگی به تهران آمد. وی با بازی در مجموعه‌های تلویزیونی ساعت خوش (۱۳۷۳–۱۳۷۴) و باغ مظفر (۱۳۸۵) به کارگردانی مهران مدیری شناخته شد.

## فیلم‌شناسی

### تلویزیونی
- پرواز ۵۷ (مهران مدیری، ۱۳۷۲)
- ساعت خوش (مهران مدیری، ۱۳۷۳)
- سلام، سلام (سیدعلی سمنانی، ۱۳۷۶)
- دانی و من (علی عبدالعلی‌زاده و ارژنگ امیرفضلی، ۱۳۷۷/۱۳۷۸/۱۳۸۹)
- نیلوفرانه (هوشنگ هدایتی، ۱۳۷۸)
- نود شب (مهران مدیری، ۱۳۷۹)
- آشتی‌کنان (مجید صالحی، ۱۳۸۱–۱۳۸۲)
- او مثبت (علی شاه‌حاتمی، ۱۳۸۲)
- فوتبالیست‌ها[۳] (سعید روحی، ۱۳۸۲)
- اگه بابام زنده بود (همایون اسعدیان، ۱۳۸۳)
- تله‌تئاتر «کالیگولا» (قطب‌الدین صادقی، ۱۳۸۳)
- باغ مظفر (مهران مدیری، ۱۳۸۵)
- پیامک از دیار باقی (سیروس مقدم، ۱۳۸۶)
- مرد هزارچهره (مهران مدیری، ۱۳۸۶)
- عید امسال (سعید آقاخانی، ۱۳۸۷)
- ستایش (سعید سلطانی، ۱۳۸۹)
- خانه اجاره‌ای (رامین ناصر نصیر، ۱۳۸۹)
- بمب خنده (مهران مدیری، ۱۳۸۹)
- مسیر انحرافی (بهرنگ توفیقی، ۱۳۹۰)
- تله‌فیلم بن‌بست هوشنگ[۴] (۱۳۹۰)
- کلاه پهلوی (سید ضیاءالدین دری، ۱۳۹۱)
- ما فرشته نیستیم (فلورا سام، ۱۳۹۲)
- نون خامه‌ای (مجموعه تلویزیونی) (کاظم راست‌گفتار، ۱۳۹۲)
- سی و نه هفته (مرتضی هرندی، ۱۳۹۳)
- محله گل و بلبل (محمد درویشعلی‌پور، ۱۳۹۴)
- معمای شاه (محمدرضا ورزی، ۱۳۹۴)
- محله گل و بلبل ۲ (۱۳۹۵)
- کارآگاه نجار[۵] (۱۳۹۶)
- هزارداستان (مریم نوابی‌نژاد، ۱۳۹۷)
- محله گل و بلبل ۳
- شبی با عبدی (محمدحسین لطیفی، ۱۳۹۷)
- شش قهرمان و نصفی (حسین قناعت، ۱۳۹۸)
- شرایط خاص (وحید امیرخانی، ۱۳۹۸)
- کامیون (مسعود اطیابی، ۱۳۹۹)
- بچه محل (احمد درویشعلی پور، ۱۳۹۹)
- روزهای آبی (محمدرضا حاجی غلامی، ۱۴۰۰)
- کلبه عمو پورنگ (احمد درویشعلی پور، ۱۴۰۰)
- عشق کوفی (حسن آخوندپور، ۱۴۰۲)
- هشت پا (احمد معظمی، ۱۴۰۳)
- مرهم (محمدرضا آهنج، ۱۴۰۳)

### سینمایی
- صیاد (۱۴۰۳)
- شوهر ستاره (۱۴۰۳)
- ضد (۱۴۰۰)[۶]
- گیج‌گاه (۱۳۹۹)
- مرد نقره‌ای[۷] (۱۳۹۸)
- آبادان یازده ۶۰ (۱۳۹۸)
- اژدر (۱۳۹۸)
- تپلی و من (۱۳۹۷)
- تگزاس ۲ (۱۳۹۷)
- دینامیت (۱۳۹۷)
- لاتاری (۱۳۹۶)
- قهرمانان کوچک (۱۳۹۵)
- ۵۰ کیلو آلبالو (۱۳۹۴)
- دزد و پری (۱۳۹۴)
- آشوب (۱۳۹۴)
- دریاکنار (۱۳۹۴)
- نهنگ عنبر (۱۳۹۴)
- شانس، عشق، تصادف (۱۳۹۳)
- اختاپوس (۱۳۹۱)
- خودزنی (۱۳۹۰)
- دیو و دلبر (۱۳۸۹)
- چراغ قرمز (۱۳۸۸)
- به دنبال خوشبختی (۱۳۸۸)
- پسر تهرانی (۱۳۸۷)
- یک اشتباه کوچولو (۱۳۸۷)
- قاتلین پیرمرد (۱۳۸۷)
- یک وجب از آسمان (۱۳۸۷)
- سنتوری (۱۳۸۵)
- نصف مال من، نصف مال تو (۱۳۸۵)
- زن سمی (۱۳۸۲)
- کلید ازدواج (۱۳۷۶)
- مرد عوضی (۱۳۷۶)
- لاک‌پشت (۱۳۷۵)

### شبکه نمایش خانگی
- شب آهنگی (حامد آهنگی، ۱۴۰۲)
- اسکار (مهران مدیری، ۱۴۰۲)
- جادوگر (مسعود اطیابی، ۱۴۰۱)
- شانس (مهدی افضل زاده، ۱۴۰۱)
- ساخت ایران ۳ (بهمن گودرزی، ۱۴۰۱)
- شب‌های مافیا۲ (سعید ابوطالب، ۱۴۰۰)
- چهل تیکه (الهام حاتمی، ۱۳۹۸)
- مدیترانه (هادی حاجتمند، ۱۳۹۸)
- فضانوردان (سیامک انصاری، ۱۳۸۵)
- گنج مظفر (مهران مدیری، ۱۳۸۶)
- قهوه تلخ (مهران مدیری، ۱۳۸۹)
- شوخی کردم (مهران مدیری، ۱۳۹۲)
- دندون طلا (داود میرباقری، ۱۳۹۴)
- آشوب (کاظم راست‌گفتار، ۱۳۹۶)
- داماد خوش قدم (فتح‌الله خاکی، ۱۳۸۹)[۸]

### استندآپ کمدی
- خنداننده برتر (۱۳۹۴)

### مهمان برنامه
- دورهمی (مهران مدیری)
- خندوانه (رامبد جوان)
- شب آهنگی (حامد آهنگی)

### دوبله
- پسر دلفینی (محمد خیراندیش، ۱۴۰۱)